# 全日本カラオケグランプリ
全日本カラオケグランプリ（ぜんにほんカラオケグランプリ）とは第一興商が主催するカラオケ大会である。

## 概要
日本における全国規模のカラオケ大会は、「歌の国体」ともいわれ最も格と伝統がある日本大衆音楽協会主催の日本大衆音楽祭や、日本大衆音楽文化協会 (Jaccom) ミュージックフェスティバルなどが行われているが、そこで第一興商も日本一のアマチュアシンガーを決めるカラオケファンのためのドリームトーナメントを主催し、2005年に第1回大会が行われた。決勝大会は12月下旬にテレビ東京・TXN系列全国6局などで放送されていたが、2009年はTBS系列で放送された。2011年に東日本大震災が発生した為開催休止。

## 出場資格
- 芸能プロダクションに所属していないアマチュアの人なら誰でも参加可。
- 本大会歴代のグランプリ受賞者および前年度グランプリ大会出場者は参加できない。
- 過去のグランプリ大会出場者は同じ楽曲でエントリーすることはできない。

## グランプリ大会までの流れ
地区大会出場審査
3つの応募方法（オンライン応募・CD郵送応募・DAM★とも応募）から、各地区大会へ応募。
各地区でキッズ部門から10組、一般部門から70組、マスターズ（Gold age）部門から20組、計100組程度が各地区大会へ出場できる。
地区大会
北海道大会、東北大会、関東・甲信越大会（2日間）、東海・北陸大会、関西大会、中国大会、四国大会、九州・沖縄大会の8地区9大会で開催される。
各地区大会の総合優勝者が、グランプリ大会へと進出できる。
一次審査
1コーラス歌唱
二次審査
一次と別曲を2コーラス歌唱
グランプリ大会
11月に中野サンプラザ（東京）で開催される。
一次審査
1コーラス歌唱。出場者が半分に絞られる。
二次審査
2コーラス歌唱。これでグランプリ、準グランプリ、3位が決定する。

## 歴代優勝者
| 回数  | 決勝大会開催日 | 放送日       | 優勝者                                    |
| ----- | -------------- | ------------ | ----------------------------------------- |
| 第1回 | 2005年12月11日 | 12月25日     | 農内勝博（中部・東海地区代表）            |
| 第2回 | 2006年11月25日 | 12月17日     | 池末優蔵（関東B代表）                     |
| 第3回 | 2007年11月23日 | 12月16日     | 金本智子（関西代表）                      |
| 第4回 | 2008年11月23日 | 12月14日     | 山口恵莉花（東海・北陸代表）              |
| 第5回 | 2009年1月22日  | 12月27日     | 桐生麻未（東海・北陸代表 演歌・歌謡部門） |
| 第6回 | 2010年11月27日 | 2011年1月2日 | 鈴木千恵子（関東・甲信越A大会代表）       |

※「放送日」はテレビ放送日。